# Primorske Alpe (rimska provinca)
Primorske Alpe (latinsko  Alpes Maritimæ ), ena od treh provinc Rimskega cesarstva v Alpah na meji med sedanjo Italijo in Francijo.
Provinco je leta 14 pr. n. št. ustanovil cesar Avgust. Njeno upravno središče je bil najprej v Cemenelum v sedanji mestni četrti Cimiez v Nici, Francija. Leta 297 se je provinca razširila proti severu in severozahodu do reke Durance in prelaza Col de Montgenèvre. Njeno upravno središče so prestavili v Civitas Ebrodunensium, sedanji Embrun.